# Gullabo
Gullaboda is een plaats in de gemeente Torsås in het landschap Småland en de provincie Kalmar län in Zweden. De plaats heeft 122 inwoners (2005) en een oppervlakte van 43 hectare. In Gullabo staat een 4,64 meter lange 1,07 meter brede en 350 kg zware houten lepel.